# (16255) Hampton
(16255) Hampton (2000 HX63) – planetoida z pasa głównego asteroid okrążająca Słońce w ciągu 5,07 lat w średniej odległości 2,95 j.a. Odkryta 26 kwietnia 2000 roku.